# کارپوفسکی
کارپوفسکی (به لاتین: Karpovsky) یک منطقهٔ مسکونی در روسیه است که در سرزمین آلتای واقع شده‌است.